# إزا (مغنية)
إزا هي مغنية وكاتبة أغاني برازيلية ولدت في 3 سبتمبر 1990.

## روابط خارجية
- إزا على موقع IMDb (الإنجليزية)
- إزا على موقع ميوزك برينز (الإنجليزية)
- إزا على موقع أول ميوزيك (الإنجليزية)
- إزا على موقع ديسكوغز (الإنجليزية)
- إزا على موقع قاعدة بيانات الفيلم (الإنجليزية)